# Zhejiang Huayou Cobalt
Huayou Cobalt Co., Ltd is een belangrijke leverancier van kobalt en afgeleide producten. Het hoofdkantoor is gevestigd in Tongxiang, provincie Zhejiang, Volksrepubliek China. Een dochteronderneming, Congo Dongfang International Mining, is of was betrokken bij diverse controversiële mijnbouwoperaties van kobalt in de Democratische Republiek Congo. Het bedrijf exploiteert de Luiswishi-mijn in het zuiden van de provincie Katanga. 
Huayou Cobalt staat genoteerd op de Shanghai Stock Exchange onder nummer 603799. Het bedrijf trad in 2018 toe tot de Fair Cobalt Alliance. 